# Traité de Londres (1662)
Pour les articles homonymes, voir Traité de Londres.
Le traité de Londres de 1662 est un traité anglo-français signé à Londres, le 27 octobre 1662, en vertu duquel la France a acheté à l'Angleterre la ville et le port de Dunkerque ainsi que ses dépendances, Mardyck et son fort. Ses signataires étaient le comte de Warwick, Charles Rich, pour Charles II d'Angleterre, d'Écosse et d'Irlande, et le comte Godefroi d'Estrades, pour le roi de France et de Navarre, Louis XIV,